# Warrior Kesha

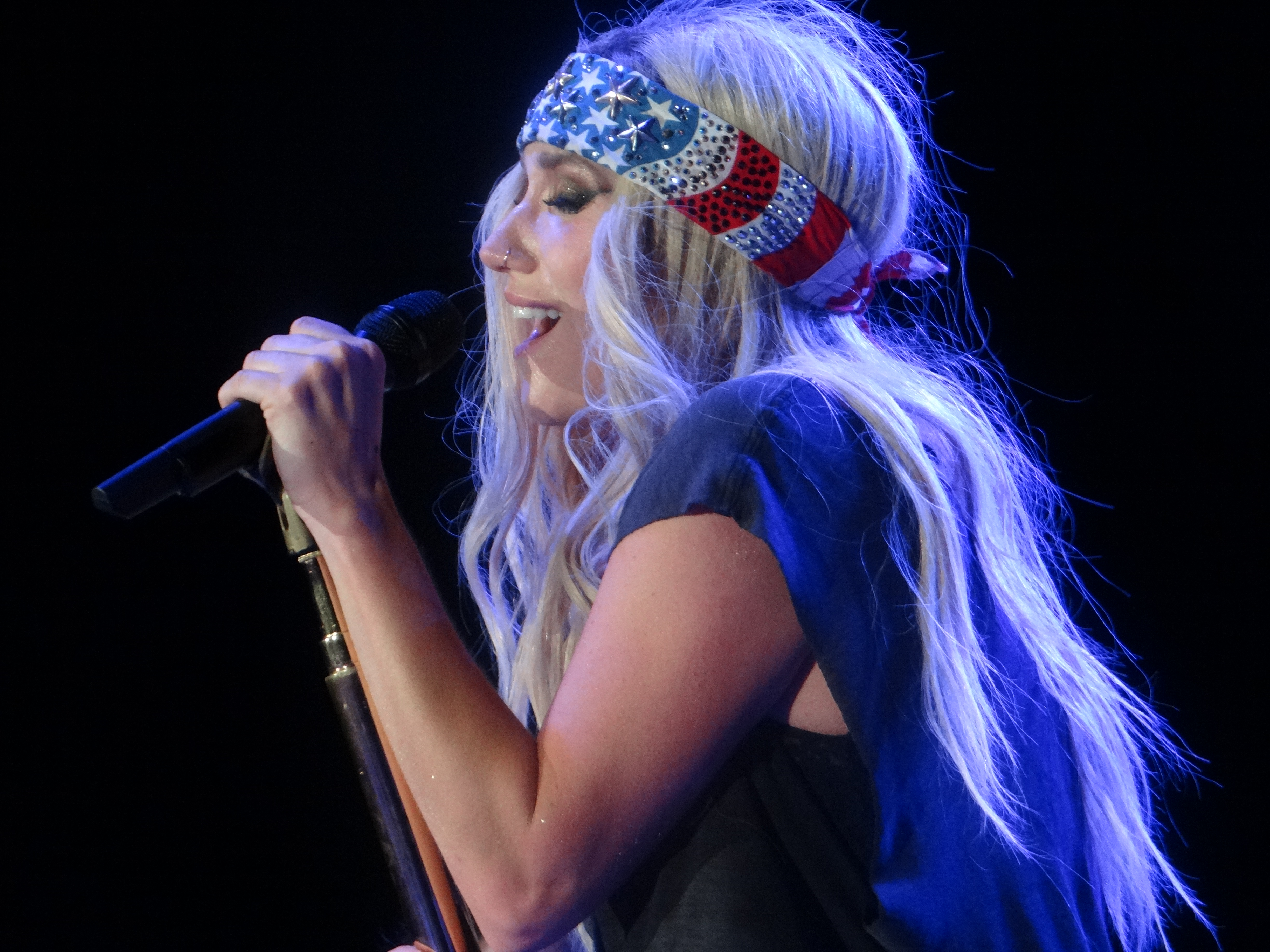
Kesha în turneul Warrior

Warrior este al doilea album de studio lansat de Kesha . A fost lansat pe 30 noiembrie 2012.

## Procesul de creație
În iunie 2010, Kesha a discutat despre al doilea album cu MTV News. În timpul interviului, ea a dezvăluit că începea deja să se gândească la al doilea album și a explicat că va fi diferit de primul ei disc, comentând în mod specific că ar reflecta creșterea ei: „Cu siguranță va fi o diferență. Sunt întotdeauna schimbată și evoluez și pentru că scriu toată muzica mea,asta va reflecta înregistrarea. Va rămâne în continuare distractiv, tânăr și ireverențial. "După lansarea primului ei album, Kesha a început primul turneu mondial, Get $leazy Tour pe tot parcursul anului 2011. În timp ce era în turneu, a început să scrie piese pentru al doilea album, dar înregistrarea și alte lucrări de pe album nu au fost începute până când nu a avut a finalizat turul.
În 2011, cântăreața a luat o pauză de la muzică pentru a demara alte proiecte. A fost angajată de Humane Society și a devenit primul lor ambasador global, care și-a utilizat timpul sau liber în timp ce realiza un documentar pentru National Geographic care se rotea în jurul „animalelor care sunt abuzate și cum să oprească asta, sau a animalelor care se sting și cum le putem ajuta".În martie 2011, Kesha a început într-un interviu Beatweek Magazine că a ales deja titlul pentru înregistrare, numindu-l Spandex on the Distant Horizon.Cu toate acestea, în anul următor, un articol de Billboard, a declarat că proiectul nu are titlu. Albumul include o varietate de participanți muzicali diferiți, ceea ce a fost explicat de cântăreață: "Gama de artiști cu care vreau să lucrez este atât de vastă, încât este bizară. Dacă cineva este un artist adevărat, nu îi poți limita la un anumit gen. Este misiunea mea să fac ca totul să aibă sens cumva." Împreună cu extinderea colaborărilor sale, cântăreața și-a extins repertoriul muzical, deoarece a început să cânte la chitară mult mai mult cu planurile de a o încorpora în noul ei material.În februarie 2012, în timp ce era intervievat de Glamour, Kesha a declarat că, în timp ce se afla în curs de a scrie piese pentru albumul ei, a luat, de asemenea, o varietate de lecții de instrumente, subliniind în mod specific că a luat lecții de chitară.
Albumul a vrut să fie lansat în mai 2012, dar a fost lansat pe 30 noiembrie 2012. Se aștepta inițial să fie lansat aproape de sfârșitul anului 2011, dar întârzierea dintre albume se datora faptului că Kesha voia să încerce să facă un album care ar putea schimba sunetul muzicii pop într-o direcție mai rock. Albumul a fost lansat pe 30 noiembrie în Australia și Noua Zeelandă (Sony Music). Marea Britanie (Columbia) a fost lansată pe 3 decembrie și, în cele din urmă, Statele Unite (RCA) pe 4 decembrie. 25 de secunde din fiecare melodie au fost lansate pe 21 noiembrie.

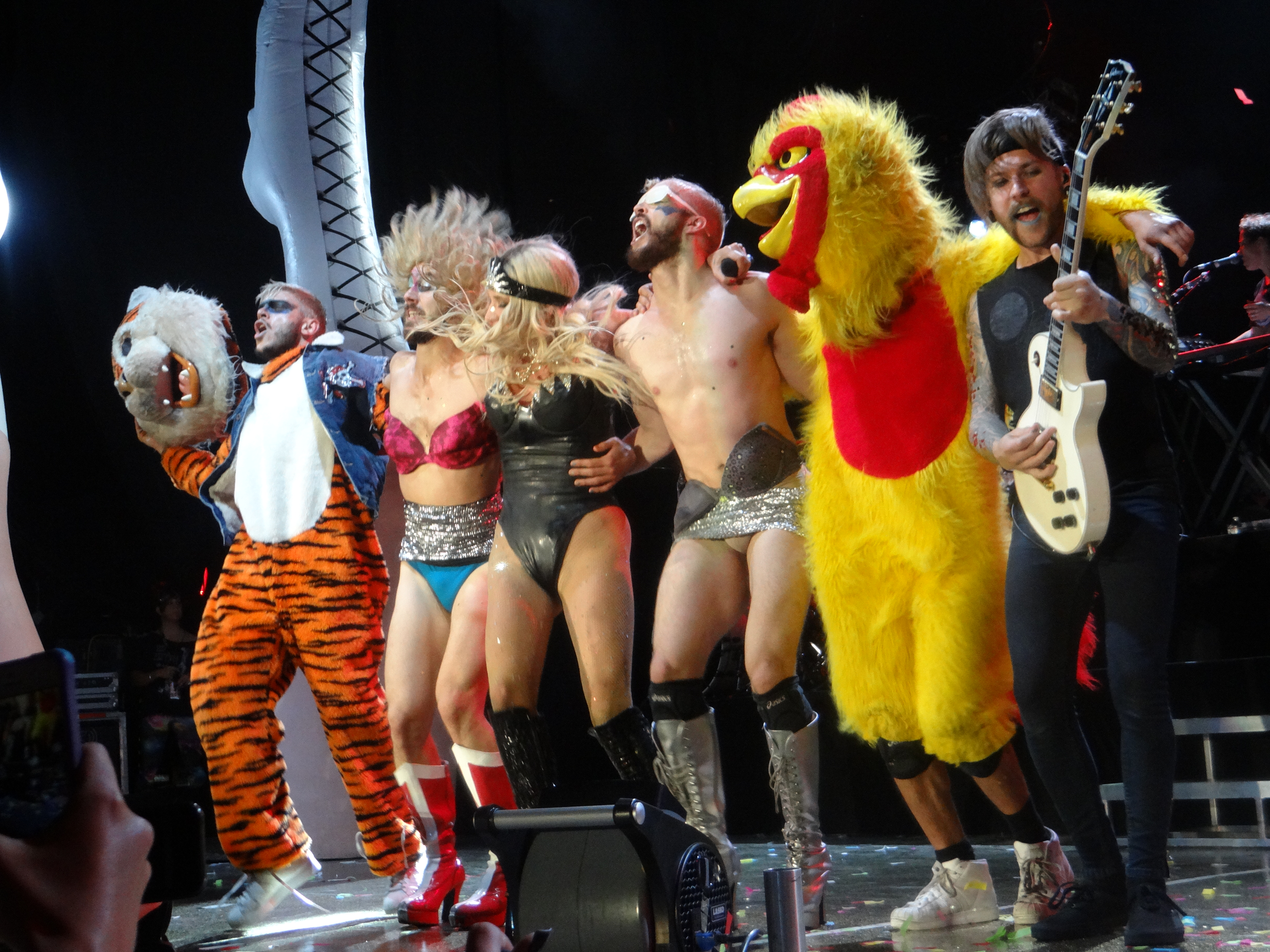
Kesha în turneul Warrior

## Single-uri
- Die young
- C'Mon
- Crazy kids ft. Will.I.Am

## Lista de melodii
1. "Warrior"
2. "Die Young"
3. "C'Mon"
4. "Thinking of You"
5. "Crazy Kids"
6. "Wherever You Are"
7. "Dirty Love" (feat. Iggy Pop)
8. "Wonderland"
9. "Only Wanna Dance with You"
10. "Supernatural"
11. "All That Matters (The Beautiful Life)"
12. "Love into the Light"

##### Melodii bonus
1. "Last Goodbye"
2. "Gold Trans Am"
3. "Out Alive"
4. "Past Lives"
5. "Die Young" (Dallas K Extended Mix)
6. "Die Young" (My Digital Enemy Remix)
7. "Die Young" (Remix) (feat. Juicy J, Wiz Khalifa și Becky G)

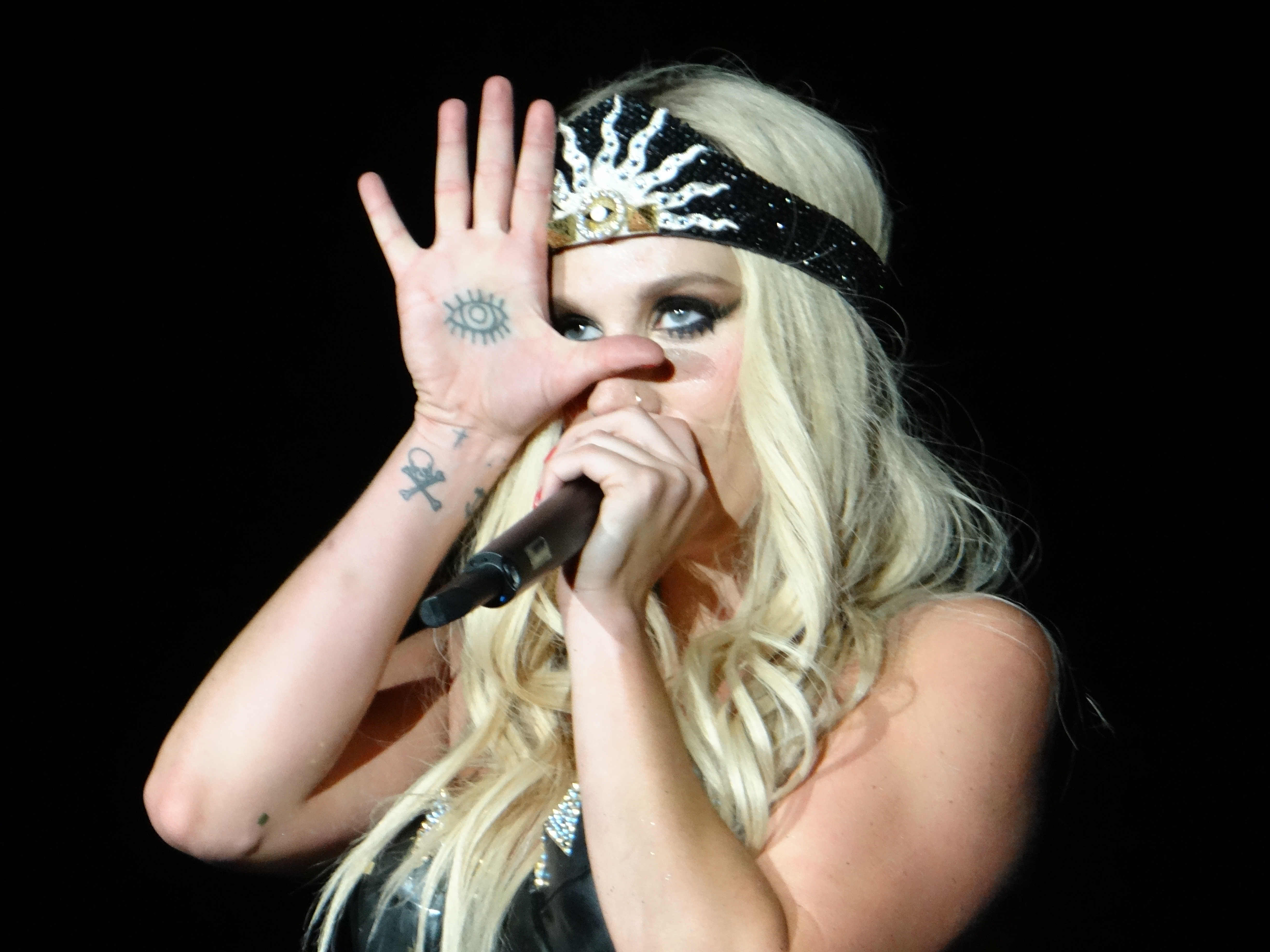
Kesha în turneul Warrior